# Las Lagunas
A  Las Lagunas é um lago localizado na Guatemala. Localiza-se no departamento de San Marcos, Município de  San Marcos.